# 伊保村 (兵庫県)
伊保村（いほむら）は、兵庫県印南郡にあった村。現在の高砂市の中部（山陽電気鉄道本線・伊保駅の周辺およびアスパ高砂・法華山谷川と鹿嶋神社の筋の松村川付近までの範囲）にあたる。

## 地理
- 海洋：播磨灘
- 山岳：竜山
- 河川：法華山谷川、松村川

## 歴史
- 1889年（明治22年）4月1日 - 町村制の施行により、伊保崎村・梅井村・今市村・中島村・中筋村の区域をもって発足。
- 1954年（昭和29年）7月1日 - 曽根町・加古郡高砂町・荒井村と合併して高砂市が発足。同日伊保村廃止。

## 交通

### 鉄道路線
- 山陽電気鉄道
  - 本線
    - 伊保駅

現在は旧村域を山陽新幹線が通過するが、当時は未開業。

## 著名な出身者

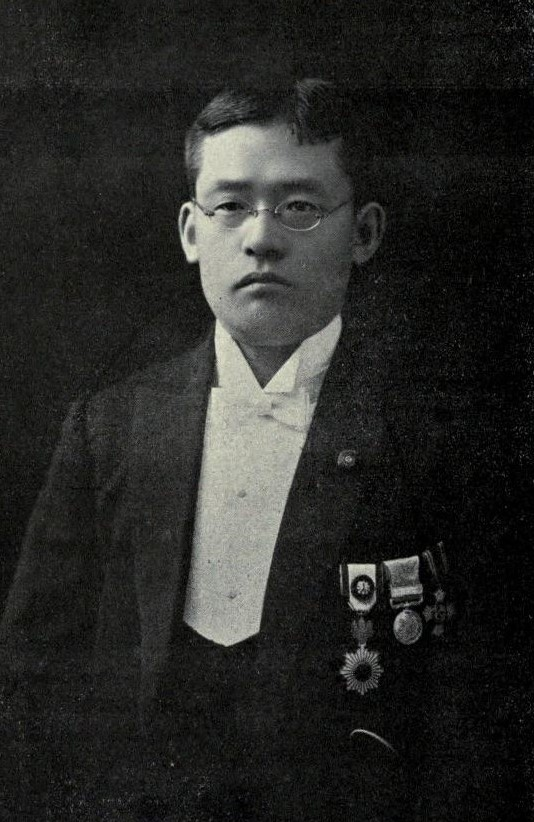
5代目伊藤長次郎

- 伊藤長次郎 - 大地主伊藤家当主。初代は農家（旧・今市村）の傍ら米穀肥料販売も手掛け、4代目（1837-1895）の時代に手広く商売を始めて成功し、土地を買い集めて大地主となり、県会議員、伊保村村長なども務めた。5代目（1873－1959）は、旧制姫路中学校、京都西本願寺系の顕道学校を経て上京し、国民英学会、日本法律学校で学んだのち帰郷、1895年に家督を継ぎ、兵庫県農会長など農業関連の重職についたほか、多額納税者として貴族院議員も務めた。1924年時点で兵庫県内一の大地主であり、阪神財閥の一翼となった[1][2]。
- 伊藤長蔵(1887-1950)- 貿易商・出版人。5代目伊藤長次郎の弟で、神戸高等商業学校卒業後、大谷尊由と行った英国でゴルフに親しみ、帰国後1922年に日本初のゴルフ雑誌を出版するなどゴルフ普及の先駆となった[3][4]。1927年に愛書家の集まり「グロリアソサエティ」（16世紀の愛書家ジャン・グロリエに因んで命名）を創立、出版社「ぐろりあ・そさえて」の名で特色のある本を手掛けた[3][5]。